# Сан Рафаел (Рајон)
Сан Рафаел (шп. San Rafael) насеље је у Мексику у савезној држави Сонора у општини Рајон. Насеље се налази на надморској висини од 591 м.

## Становништво
Према подацима из 2010. године у насељу је живело 6 становника.

### Хронологија
| Година       | 2000       | 2005       | 2010 |
| ------------ | ---------- | ---------- | ---- |
| Становништво | 12 (6 / 6) | 12 (7 / 5) | 6    |

### Попис
| # | Индикатор                     | Вредност |
| - | ----------------------------- | -------- |
| 1 | Укупно домаћинстава           | 3        |
| 2 | Укупно насељених домаћинстава | 2        |
| 3 | Величина локације             | 1        |